# セブンプラザ

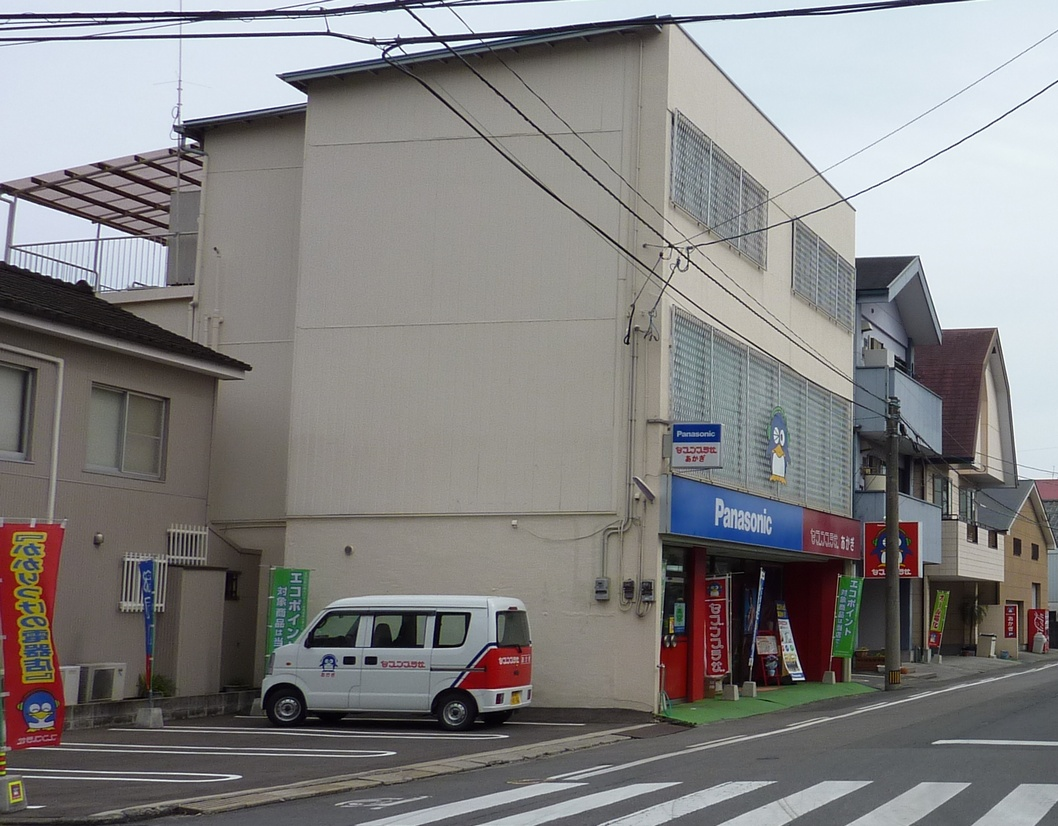
セブンプラザのフランチャイズ店（あかぎ店、宮崎県延岡市）

セブンプラザ（Seven Plaza）は鹿児島県鹿屋市に本部を置く、地域家電専門店（いわゆる街の電器屋さん）である。

## 概要
パナソニックショップで、九州各地（鹿児島県・宮崎県・熊本県・福岡県・佐賀県）にフランチャイズ展開している。54店舗のうち直営店が8店舗で、他46店舗は加盟店で構成されている。直営店は地盤の大隅半島を中心に展開している。
1990年代以降、鹿児島県に進出が相次いだ家電量販店との差別化を図るため、地域密着型の「かかりつけの電器店」としてアフターサービスを重視している。顧客のほとんどが60歳以上であり、大隅半島内のお得意様にあたる1万3千世帯のうち、2割は単身世帯が占める。
小さい電器店が集まって共同仕入れや共同販促を主に活動しているチェーンはよく見かけるが、セブンプラザはそうではなく、各店の経営状態を必ず把握し、経営改善に着手する手法を導入し経営指導を主として行っている。

## 会社データ
- 種類 - 株式会社
- 本社所在地 - 鹿児島県鹿屋市寿4丁目15-21-1
- 設立 - 1968年11月（創業は1967年）
- 事業内容 - 家電商品・住設商品・太陽光発電システムの販売、リフォーム増改築、加盟店への経営指導
- 代表者 - 代表取締役 山口 誠
- 資本金 - 1000万円
- 売上高 - 40億円

## 参考資料
- 『南日本新聞』2012年2月21日26面（ひとりの時代 広がる単身ビジネス）